# Tim Robbins
Timothy Francis (Tim) Robbins (West Covina (Californië), 16 oktober 1958) is een Amerikaans acteur,  filmproducent, filmregisseur, scenarioschrijver en zanger. Hij won de Oscar voor beste mannelijke bijrol voor Mystic River (2003) en is verder onder meer bekend door zijn rol als Andy Dufresne in het gevangenisdrama The Shawshank Redemption (1994). Op 10 oktober 2008 kreeg Robbins een ster op de beroemde Hollywood Walk of Fame.

## Biografie
Robbins werd geboren in West Covina in Californië, maar de familie verhuisde al snel naar Greenwich Village waar Tims vader, Gil Robbins, een carrière opbouwde met de folkgroep The Highwaymen. Robbins werd lid van theatergroepen vanaf zijn twaalfde. Na twee jaar aan de Plattsburgh State-universiteit keerde hij terug naar Californië om toneelschool te volgen aan de UCLA.
Nadat hij afstudeerde in 1981 stichtte Robbins de Actors' Gang in Los Angeles, een experimentele theatergroep. Hij speelde ook kleine rollen in films, met een doorbraak als "Nuke" LaLoosh in de film Bull Durham uit 1988. Op de set van die film begon hij een relatie met actrice Susan Sarandon.
Hij kreeg goede kritieken in 1992 voor zijn hoofdrol als amorele filmbaas in The Player. Zijn regisseursdebuut was Bob Roberts, een mockumentary over een populistisch rechts senaatskandidaat. Robbins speelde dan samen met Morgan Freeman in The Shawshank Redemption, gebaseerd op een novelle van Stephen King. Sindsdien heeft hij verschillende films geproduceerd en geregisseerd met een subtiele maar onmiskenbaar politieke inhoud, zoals het doodstrafdrama Dead Man Walking in 1995, hetgeen hem een Oscarnominatie opleverde, en de musical Cradle Will Rock in 1999. Robbins speelde ook mee in mainstream Hollywood-thrillers zoals Arlington Road (1999) en Antitrust (2001), en in theaterproducties.
Robbins woonde in New York met Sarandon en hun drie kinderen tot het stel in 2009 uit elkaar ging. Hij is een prominent antiglobalist, en hij sprak zich uit tegen de oorlog in Irak.

### Filmografie
| Jaar | Titel                                 | Rol                        | Opmerkingen                                                  |
| ---- | ------------------------------------- | -------------------------- | ------------------------------------------------------------ |
| 1985 | Fraternity Vacation                   | Larry "Mother" Tucker      |                                                              |
| 1985 | The Sure Thing                        | Gary Cooper                |                                                              |
| 1986 | Howard the Duck                       | Phil Blumburtt             |                                                              |
| 1986 | Top Gun                               | Lt. Sam 'Merlin' Wells     |                                                              |
| 1988 | Tapeheads                             | Josh Tager                 |                                                              |
| 1988 | Bull Durham                           | Ebby Calvin 'Nuke' LaLoosh |                                                              |
| 1988 | Five Corners                          | Harry                      |                                                              |
| 1989 | Twister                               | Jeff                       |                                                              |
| 1989 | Erik the Viking                       | Erik                       |                                                              |
| 1989 | Miss Firecracker                      | Delmount                   |                                                              |
| 1990 | Jacob's Ladder                        | Jacob Singer               |                                                              |
| 1990 | Cadillac Man                          | Larry                      |                                                              |
| 1992 | Bob Roberts                           | Bob Roberts                | ook als regisseur, schrijver                                 |
| 1992 | The Player                            | Griffin Mill               | BAFTA-nominatie voor beste acteur                            |
| 1993 | Short Cuts                            | Gene Shepard               |                                                              |
| 1994 | I.Q.                                  | Ed Walters                 |                                                              |
| 1994 | Prêt-à-Porter                         | Joe Flynne                 |                                                              |
| 1994 | The Shawshank Redemption              | Andy Dufresne              | Oscar-nominatie voor beste film                              |
| 1994 | The Hudsucker Proxy                   | Norville Barnes            |                                                              |
| 1995 | Dead Man Walking                      |                            | alleen als schrijver / regisseur Academy Award-nominatie     |
| 1997 | Nothing to Lose                       | Nick Beam                  |                                                              |
| 1999 | Austin Powers: The Spy Who Shagged Me | De President               |                                                              |
| 1999 | Cradle Will Rock                      |                            | alleen als schrijver / regisseur                             |
| 1999 | Arlington Road                        | Oliver Lang                |                                                              |
| 2000 | Mission to Mars                       | Woodrow 'Woody' Blake      |                                                              |
| 2000 | High Fidelity                         | Ian 'Ray' Raymond          |                                                              |
| 2001 | Antitrust                             | Gary Winston               |                                                              |
| 2002 | Human Nature                          | Dr. Nathan Bronfman        |                                                              |
| 2002 | The Truth About Charlie               | Lewis Bartholomew          |                                                              |
| 2003 | Mystic River                          | Dave Boyle                 | Academy Award-winnaar SAG Award-winnaar Golden Globe-winnaar |
| 2003 | Code 46                               | William Geld               |                                                              |
| 2004 | Anchorman: The Legend of Ron Burgundy | Nieuwsanker                |                                                              |
| 2005 | The Secret Life of Words              | Josef                      |                                                              |
| 2005 | Zathura: A Space Adventure            | Vader                      |                                                              |
| 2005 | War of the Worlds                     | Harlan Oglivy              |                                                              |
| 2006 | Tenacious D in: The Pick of Destiny   | De vreemdeling             |                                                              |
| 2006 | Catch a Fire                          | Kolonel Nic Vos            |                                                              |
| 2007 | Noise                                 | David Owen                 |                                                              |
| 2008 | The Lucky Ones                        | Cheaver                    |                                                              |
| 2008 | City of Ember                         | Loris Harrow               |                                                              |
| 2011 | Green Lantern                         | Hammond                    |                                                              |
| 2012 | Thanks for Sharing                    | Mike                       |                                                              |
| 2012 | Yi jiu si er                          | Bishop Megan               |                                                              |
| 2013 | Life if Crime                         | Frank Dawson               |                                                              |
| 2014 | Welcome to Me                         | Dr. Daryl Moffet           |                                                              |
| 2015 | A Perfect Day                         | B                          |                                                              |
| 2017 | Marjorie Prime                        | Jon                        |                                                              |
| 2019 | VHYes                                 | Sir Roger Handley III      |                                                              |
| 2019 | Dark Waters                           | Tom Terp                   |                                                              |